# Khojali al-Hassan
Khojali al-Hassan (död efter 1927), var en inhemsk härskare, regerande schejk av Bela Shangul i Wallagi, under första hälften av 1900-talet. Det territorium han regerade låg under Sudan fram till att det 1896 hamnade under Etiopiens överhöghet. 
Under den långtgående autonoma auktoritet han tillerkändes av den etiopiska kejsaren blev de fyra schejkdömena ett centrum för slavhandel. Khojali al-Hassan beskrivs som den främsta slavhandlaren i den omfattande slavhandel i gränsområdet som trafikerade slavar till både slaveri i Sudan och slaveri i Etiopien, en handel som avslöjades och uppmärksammades i Nationernas förbunds internationella utredning om slaveri, Temporary Slavery Commission (1923-1925).